# اچ‌ام‌سی سیکر
اچ‌ام‌سی سیکر (به انگلیسی: HMC Seeker) یک کشتی است که طول آن ۴۲٫۰۸ متر (۱۳۸٫۱ فوت) می‌باشد. این کشتی در سال ۲۰۰۱ ساخته شد.